# Martians Go Home
Martians Go Home es una película de comedia de 1990 protagonizada por Randy Quaid. Estuvo dirigida por David Odeel y escrita por Charles S. Haas basada en la novela de ciencia ficción de Fredric Brown.

## Trama
Quaid interpreta a un compositor que accidentalmente invita a un millón de marcianos (todos interpretados por comediantes de la década de los ochenta y noventa) a la Tierra.